# Asedio de Hulst (1645)
El sitio de Hulst de 1645 fue el último gran asedio de la Guerra de los Ochenta Años. Las tropas de las Provincias Unidas de los Países Bajos bajo el mando del estatúder Federico Enrique de Orange-Nassau conquistaron la ciudad fortificada tras cuatro semanas de asedio.

## La batalla
Federico Enrique, al mando de 4500 soldados de infantería y 5 piezas de artillería atacó por el lado este de la ciudad, donde trabó combate con 1500 soldados de los tercios españoles encargados de la defensa. Tras 10 días de batalla, los ejércitos españoles habían perdido 1000 hombres, por 400 bajas neerlandesas, y el control de la parte oriental de la ciudad estaba en manos neerlandesas.
Aprovechando el éxito del avance neerlandés por el este, Federico Enrique envió 1000 efectivos de caballería a reforzar este frente, e inició el ataque hacia el centro de la ciudad. La caballería española, saliendo al contraataque, fue emboscada y casi aniquilada por las fuerzas neerlandesas. Tras 18 días de intenso fuego de artillería el comandante español de la plaza presentó su rendición.

## Consecuencias
El ejército neerlandés capturó Hulst con unas pérdidas mínimas, a diferencia de otros asedios de la guerra de Flandes, en los que las bajas de las tropas atacantes fueron muy superiores a las de las fuerzas sitiadas. Los neerlandeses perdieron 1500 soldados de infantería y 100 de caballería; los españoles tuvieron 2.000 bajas de infantería y 225 de caballería; el resto del ejército español fue capturado y el mando español fue ejecutado.
El sitio de Hulst sería el último gran asedio de la guerra que las fuerzas neerlandesas habían venido manteniendo contra los tercios españoles desde hacía casi ochenta años; tres años después la firma del tratado de Münster, en el que se reconocería la independencia de las Provincias Unidas del Imperio español, pondría fin a la guerra.